# Droits LGBT au Niger

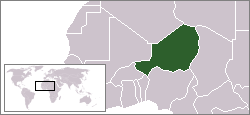
Localisation au Niger.

Les droits LGBT au Niger sont quasiment inexistants[réf. nécessaire].

## Droit
L'homosexualité est légale depuis toujours au Niger, aucune loi contre celle-ci n'a jamais existé. Néanmoins, la majorité sexuelle est différente selon l'orientation sexuelle. Il n'existe aucune reconnaissance légale des couples de même sexe, ni de loi interdisant les discriminations envers les minorités sexuelles.

## Tableau récapitulatif
| Dépénalisation de l’homosexualité                                                   | Depuis toujours |
| Majorité sexuelle identique à celle des hétérosexuels                               | Non             |
| Interdiction des discours de haine contre les LGBT                                  | Non             |
| Interdiction de la discrimination liée à l'orientation sexuelle à l'embauche        | Non             |
| Interdiction de la discrimination liée à l'identité de genre dans tous les domaines | Non             |
| Mariage civil ou partenariat civil                                                  | Non             |
| Adoption conjointe dans les couples de personnes de même sexe                       | Non             |
| Adoption par les personnes homosexuelles célibataires                               | Non             |
| Droit pour les gays de servir dans l’armée                                          | Non             |
| Droit de changer légalement de genre (après stérilisation)                          | Non             |
| Gestation pour autrui pour les gays                                                 | Non             |
| Accès aux FIV pour les lesbiennes                                                   | Non             |
| Autorisation du don de sang pour les HSH                                            | Non             |